# Gare de Versailles-Chantiers
Pour les articles homonymes, voir Gare de Versailles.
Ne doit pas être confondu avec Versailles Chantiers (métro de Paris).
La gare de Versailles-Chantiers est une gare ferroviaire française de la ligne de Paris-Montparnasse à Brest et de la ligne de la grande ceinture de Paris, située sur le territoire de la commune de Versailles, quartier des Chantiers, dans le département des Yvelines, en région Île-de-France.
C'est une gare de la Société nationale des chemins de fer français (SNCF), desservie par des TGV inOui et le service Ouigo Train Classique, des trains régionaux des réseaux TER Centre-Val de Loire et TER Normandie, mais également par les trains de la ligne N du Transilien (réseau Paris-Montparnasse), de la ligne U du Transilien (ligne La Défense – La Verrière), de la ligne V du Transilien (ligne Versailles-Chantiers – Massy - Palaiseau) et de la ligne C du RER.

## Situation ferroviaire
Gare de bifurcation, elle est située au point kilométrique (PK) 16,562 de la ligne de Paris-Montparnasse à Brest, entre les gares de Viroflay-Rive-Gauche et de Saint-Cyr. Elle est également l'origine au PK 0,000 et l'aboutissement au PK 120,751 de la ligne de la grande ceinture de Paris, entre les gares de Petit Jouy - Les Loges et des Portes de Saint-Cyr. Son altitude est de 132 mètres.
Elle est au centre d'une étoile ferroviaire à sept branches la reliant :
- vers l'est :
  - à Paris-Montparnasse (Transilien N, TER Centre-Val de Loire et TER Normandie) par la ligne de Paris-Montparnasse à Brest,
  - aux Invalides (RER C) par la ligne des Invalides à Versailles-Rive-Gauche,
  - à La Défense (Transilien U), par le raccordement de Viroflay qui rejoint la ligne de Paris-Saint-Lazare à Versailles-Rive-Droite,
  - à Massy-Palaiseau (Transilien V) par la ligne de la Grande Ceinture ;
- vers l'ouest :
  - à Rambouillet (Transilien N) via Saint-Quentin-en-Yvelines (RER C) et La Verrière (Transilien U), et au-delà Chartres et Le Mans (TER Centre-Val de Loire) par la ligne de Paris-Montparnasse à Brest,
  - à Mantes-la-Jolie et Dreux (Transilien N), et au-delà Argentan et Granville (TER Normandie) par la ligne de Saint-Cyr à Surdon,
  - à Saint-Germain-en-Laye par la ligne de la Grande Ceinture, dont la section entre les gares de Versailles-Chantiers et Saint-Cyr-Grande-Ceinture est aujourd'hui fermée au trafic voyageur.

## Histoire

### Gares de Versailles
L'histoire du chemin de fer à Versailles a déjà débuté lorsqu'a lieu l'ouverture de la gare de Versailles-Chantiers le 12 juillet 1849.
Dès le début du XIXe siècle, de nombreux projets sont débattus avant que celui des frères Pereire, avec la Compagnie du chemin de fer de Paris à Saint-Cloud et Versailles, soit concrétisé par la mise en service, le 2 août 1839, de la gare de Versailles-Rive-Droite dans le quartier Notre-Dame, terminus de la ligne de Paris à Versailles par la rive droite de la Seine, ligne qui, à Paris, débute à l'embarcadère de l'Europe (gare primitive de la gare Saint-Lazare).
La gare de Versailles-Rive-Gauche, dans le quartier Saint-Louis, est ouverte le 10 septembre 1840 lors de l'inauguration de la ligne de Paris à Versailles par la rive gauche de la Seine, l'origine étant l'embarcadère du Maine (gare primitive de la gare Montparnasse).
Après ces ouvertures qui relient Versailles à deux grandes gares parisiennes (Paris-Saint-Lazare et Paris-Montparnasse), viendront s'ajouter la gare de Porchefontaine et celle de Versailles - Matelots, qui porteront à cinq le nombre de gares implantées sur le territoire de la commune de Versailles au début du XXe siècle.

### Gare des Chantiers

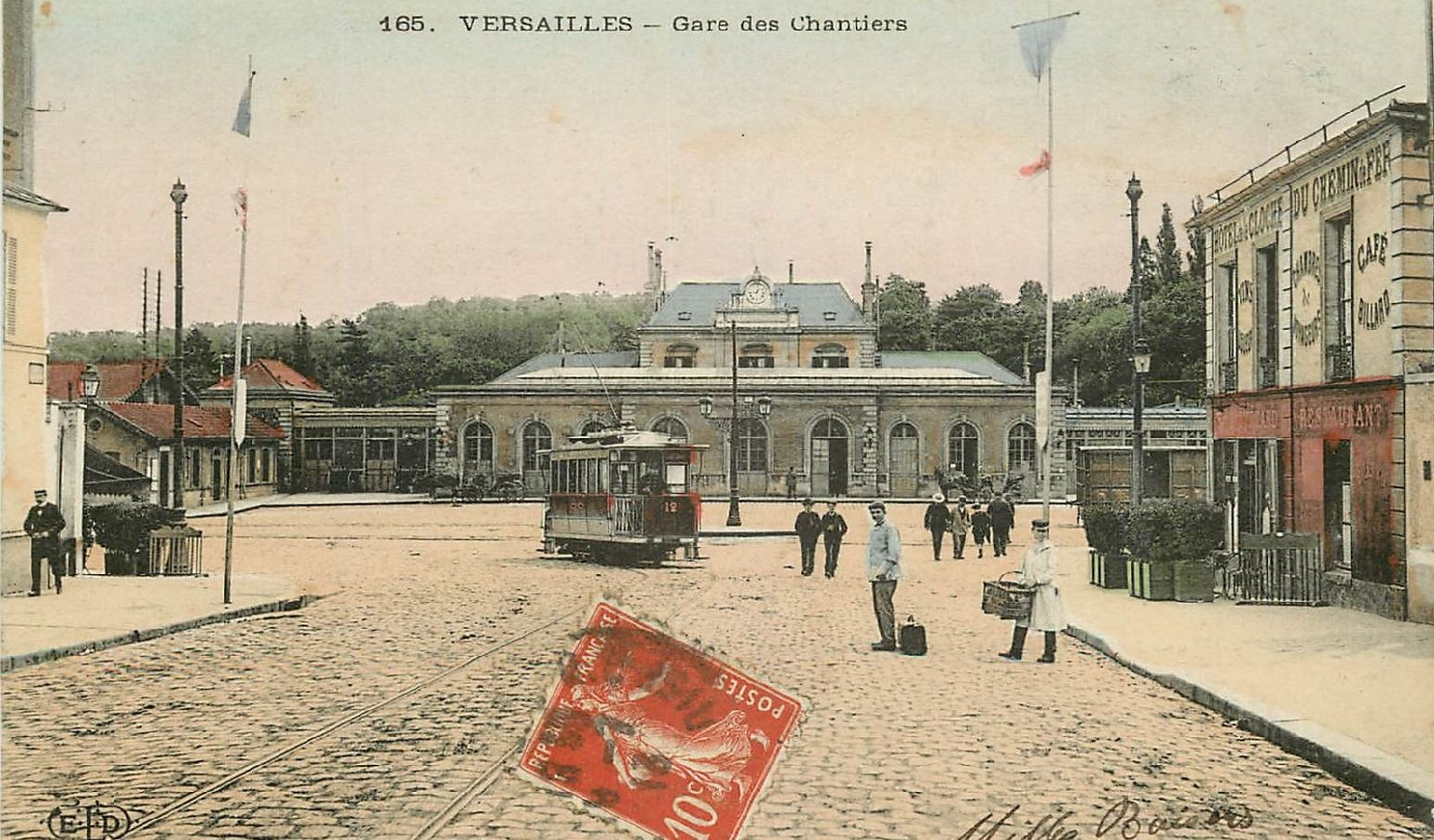
La première gare des Chantiers, avec une motrice du tramway de Versailles.

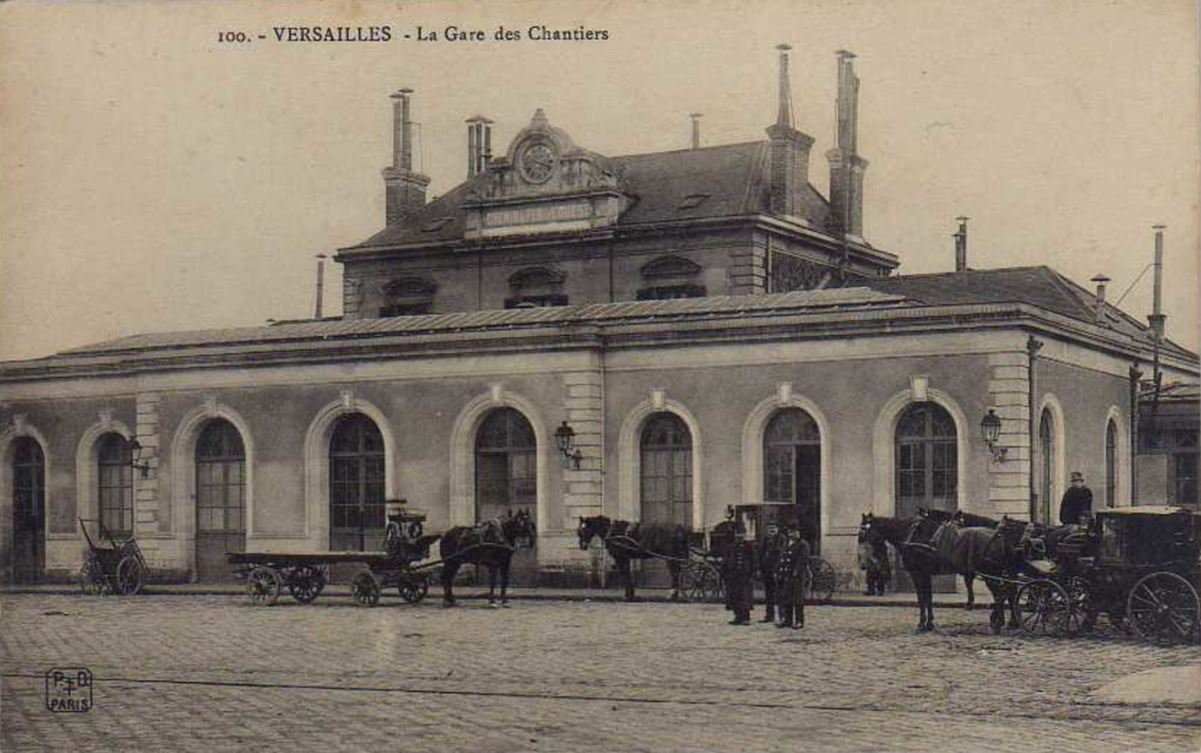
La première gare des Chantiers, devant laquelle attendent des attelages avec des chevaux.

Son nom de « Chantiers » vient du fait qu'elle se trouve au cœur du quartier des Chantiers, qui lui-même tire son nom de la rue des Chantiers. Cette rue tient son nom des nombreux chantiers de bois à brûler qui s’y trouvaient autrefois.
La première gare des Chantiers est édifiée en 1849.
Située sur la ligne de la grande ceinture, elle est tête de ligne des sections ouvertes :
- le 4 septembre 1882 jusqu'en Achères[9] ;
- le 1er mai 1883 jusqu'à Savigny-sur-Orge[10].

En octobre 1896, à l'occasion de leur visite en France, le tsar de Russie Nicolas II et son épouse Alexandra passent par la gare Versailles-Chantiers. Ils y sont accueillis par le président de la République française Félix Faure et gagnent ensuite Paris,.
Le 15 mai 1939, le trafic voyageurs prend fin sur la section nord de la Grande Ceinture comprise entre Versailles-Chantiers et Juvisy via Argenteuil. Par contre, il subsiste sur la section sud, entre Juvisy et Versailles via Massy-Palaiseau.
Dès 1923, l'architecte des Monuments historiques André Ventre conçoit le plan d'un édifice bien plus imposant, orné d'une façade rappelant le Grand Trianon.
Pourtant, le matin du vendredi 24 juin 1932 les usagers découvrent le hall principal d'un bâtiment au style Art déco et bien différent du projet initial (le service voyageurs avait débuté quelques mois auparavant, durant les travaux, dans l'aile droite du bâtiment). Le dimanche suivant cette « inauguration publique », à l'occasion de la fête de Hoche, le concepteur André Ventre, accompagné de Raoul Dautry, directeur général des Chemins de fer de l'État, procèdent à l'ouverture officielle.
Cette nouvelle gare se caractérise par une façade convexe s'inscrivant dans la tradition architecturale classique avec baies cintrées, pilastres et corniche. Quelques touches de modernité se lisent dans les ailes basses qui flanquent symétriquement le corps de bâtiment central. Les bâtiments situés à l'arrière sont traités dans le style des années 1930.

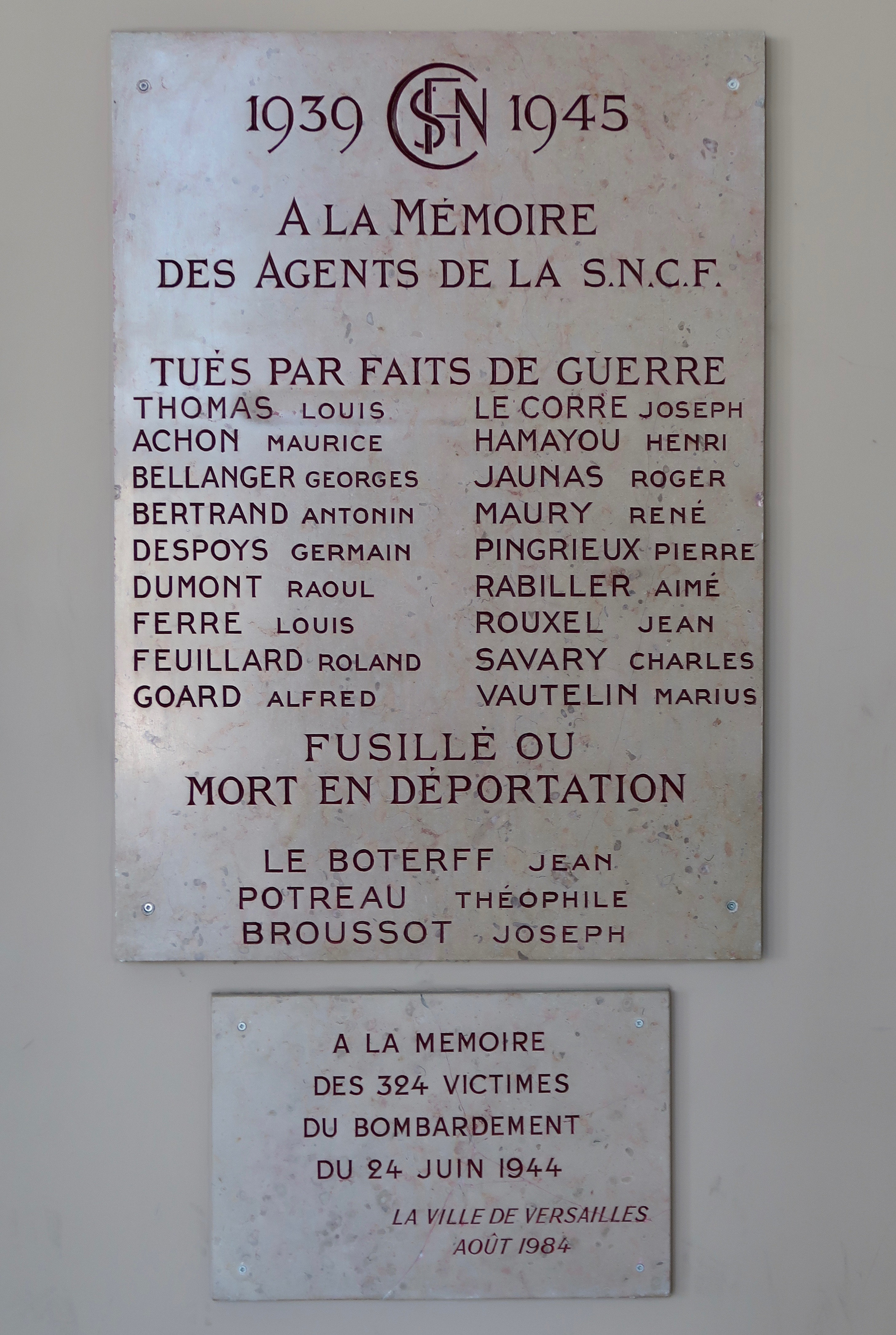
Plaques en hommage aux agents de la SNCF morts durant la Seconde Guerre mondiale, ainsi qu'aux victimes du bombardement de 1944.

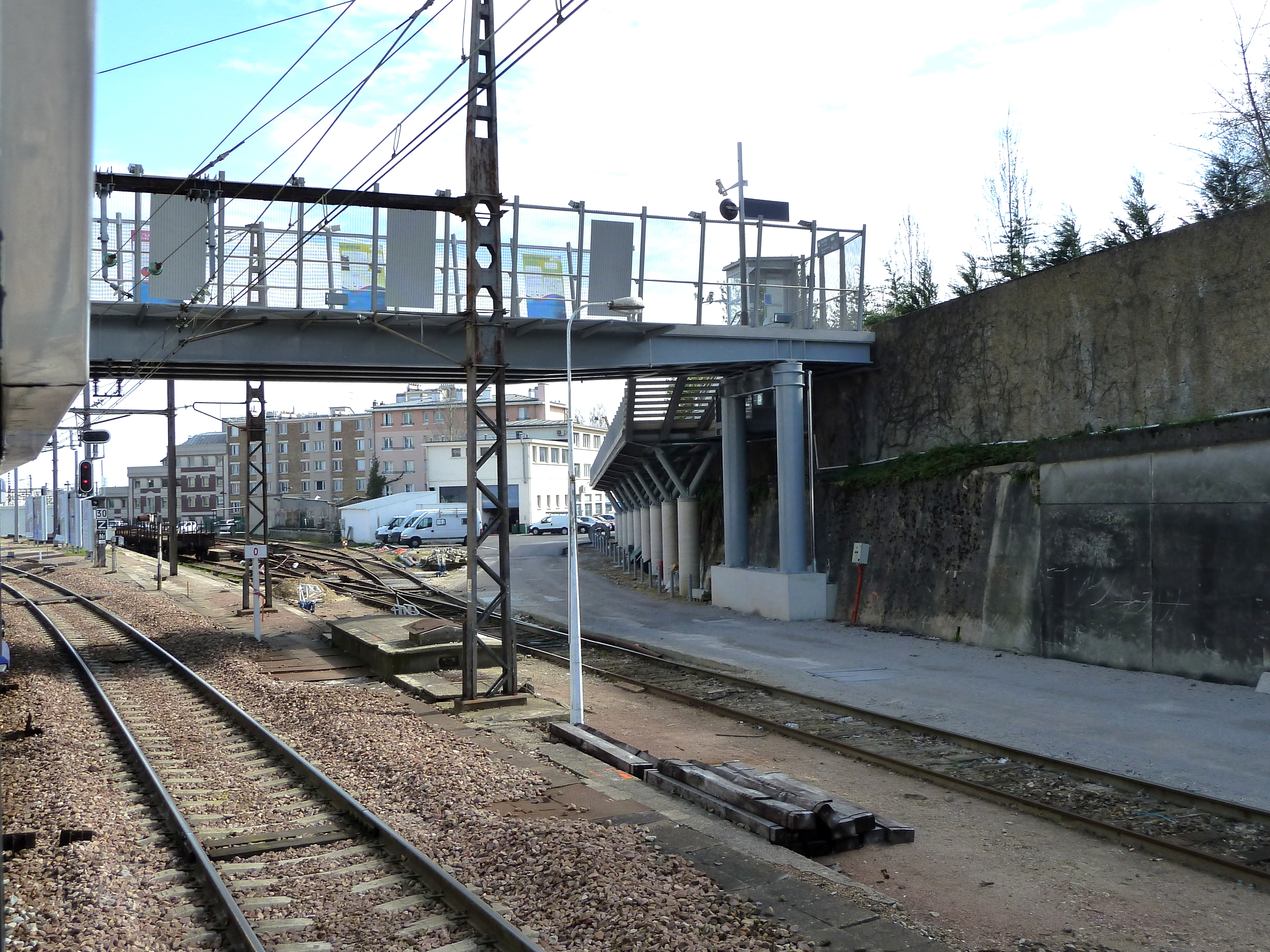
Passerelle « Porte de Buc ».

Une passerelle enjambe les voies ferrées pour aboutir au poste d'observation. Elle renferme les escaliers qui desservent les quais. L'ensemble est en béton armé recouvert, pour les façades du bâtiment des voyageurs, de plaques de pierre de Ladoix, polies ou adoucies selon les endroits. Une décoration de panneaux de pierre de Corrigny rose gravée scande chaque espace. L'éclairage originel en pavés de verre des voûtes couvrant les différents halls a disparu.
À l'inauguration des bâtiments, en 1932, la presse déborde d'enthousiasme, les journalistes écrivent : « C'est la plus moderne et la plus audacieuse de toutes les grandes gares de France par sa conception ».
En juin 1944, durant les combats de la Libération, la gare est bombardée, tuant plusieurs centaines de personnes.
Les façades et toitures de l'ensemble de la gare, ainsi que les quais et l'édicule de l'horloge, la salle des pas perdus, le hall des voyageurs et la galerie font l’objet d’une inscription au titre des monuments historiques depuis le 14 avril 1998.
Le 4 février 2011, a été mis en service l'accès « Porte de Buc », qui ouvre la gare au sud du quartier des Chantiers et assure une correspondance directe entre les trains et les bus, grâce à de nouveaux arrêts de bus aménagés par la Ville de Versailles. L'inauguration officielle a eu lieu le 11 février 2011 à 11 h en présence de personnalités.
Le 26 août 2019, une gare routière à 17 quais est inaugurée.

### Modernisation de 2011-2019

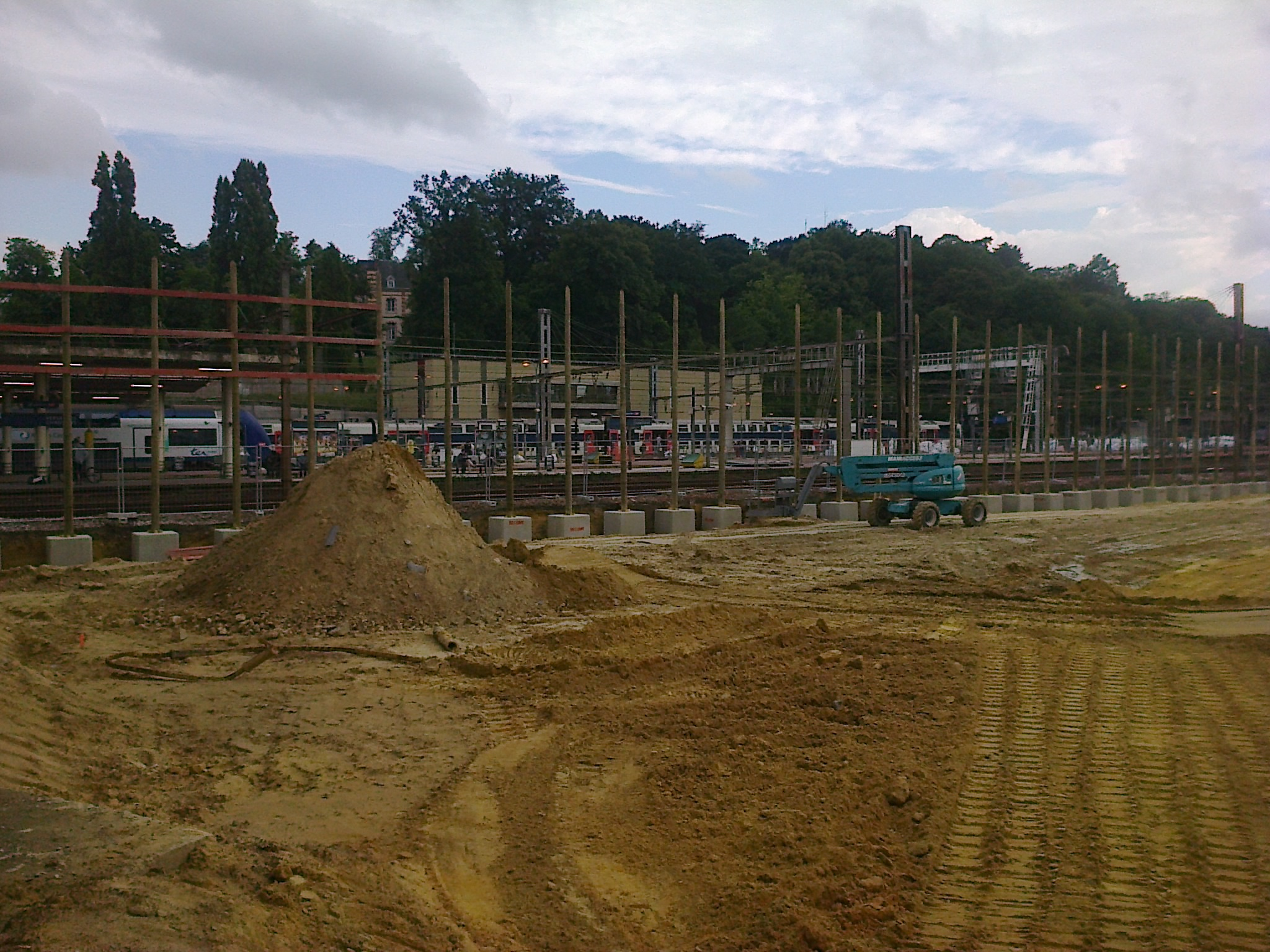
Travaux à la gare, en juillet 2014.

Après plusieurs projets peu fructueux (seul l'accès « Porte de Buc » ayant été ouvert), un projet a finalement été validé en 2011 par le STIF, la SNCF, RFF et la ville de Versailles consistant en un réaménagement important du pôle multimodal de Versailles-Chantiers. L'objectif est d'accompagner l'importante croissance attendue du trafic, environ 30 % dans les quinze années suivantes.

#### Réaménagement de l'existant

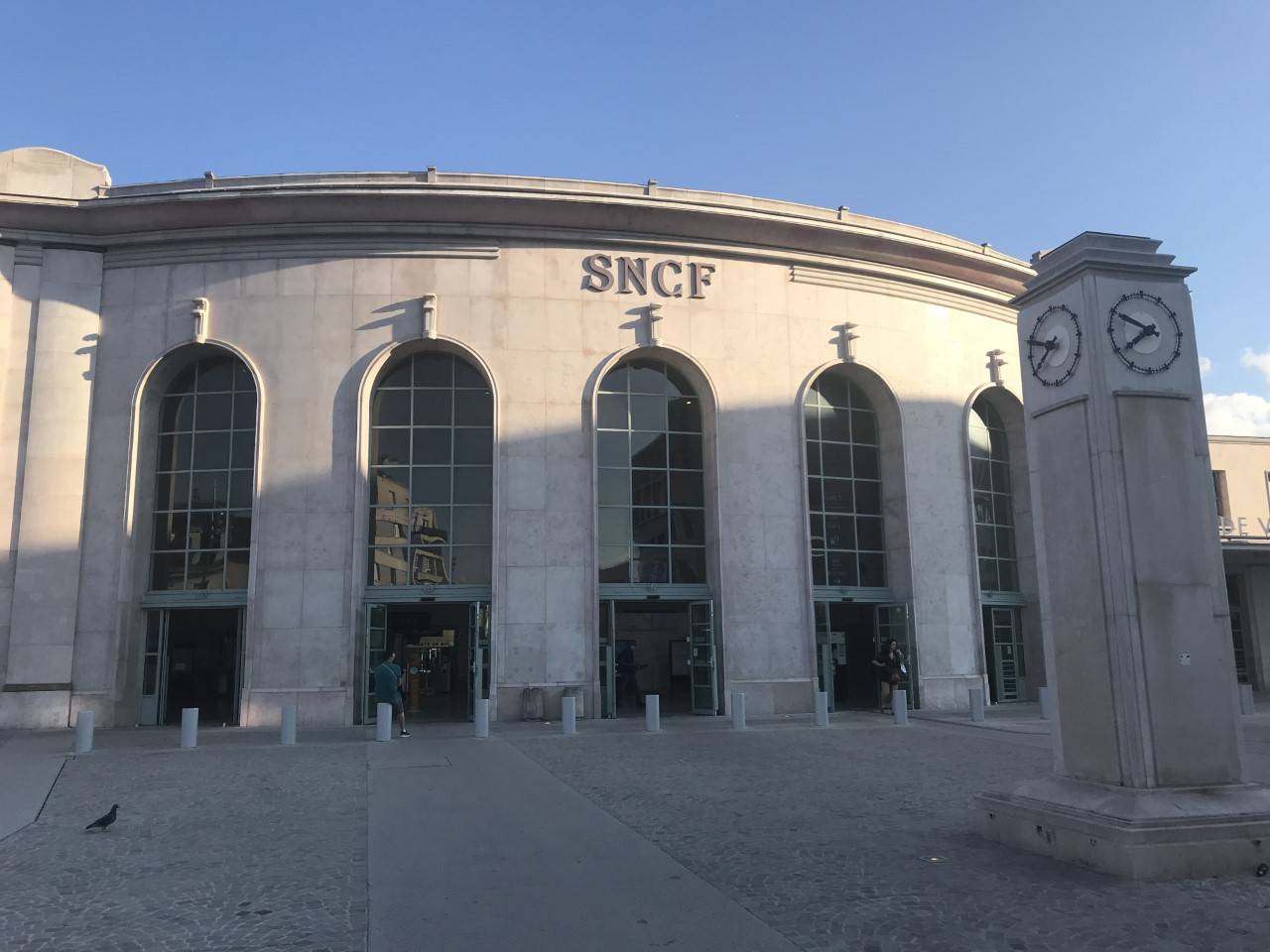
Entrée du bâtiment voyageurs.

Le bâtiment SNCF et les quais sont réaménagés, cela intégrant notamment les travaux suivants :
- la démolition ou le réaménagement des différentes concessions et commerces afin notamment de restituer l'espace original du hall ;
- la rénovation et l'amélioration acoustique des espaces publics ;
- la reconstruction totale de la coursive latérale Ouest ;
- la rénovation des salles d'attente des quais afin de les mettre à niveau des nouvelles normes de confort et de service ;
- le ravalement et le traitement des anomalies (problèmes d'étanchéité, fissures de l'acier, maladies du béton, etc.) des bâtiments et des quais.

#### Ajout d'un nouveau hall et d'une nouvelle passerelle
Une nouvelle passerelle d'une longueur de 65 mètres pour une largeur de 10 mètres a été inaugurée le 5 avril 2016 à une centaine de mètres à l'ouest de la passerelle existante, permettant de desservir l'extrémité ouest de chacun des quais. Cette passerelle est accessible par un nouveau hall, relié lui-même au hall existant par une galerie en façade de la gare actuelle. Les maîtres d'ouvrage ont choisi de conserver un style architectural des années 1930 en harmonie avec le bâtiment existant et d'utiliser de façon maximale la lumière naturelle pour l'éclairage, avec de grandes baies vitrées et un dôme rectangulaire au-dessus du nouveau hall.

#### Création d'une gare routière

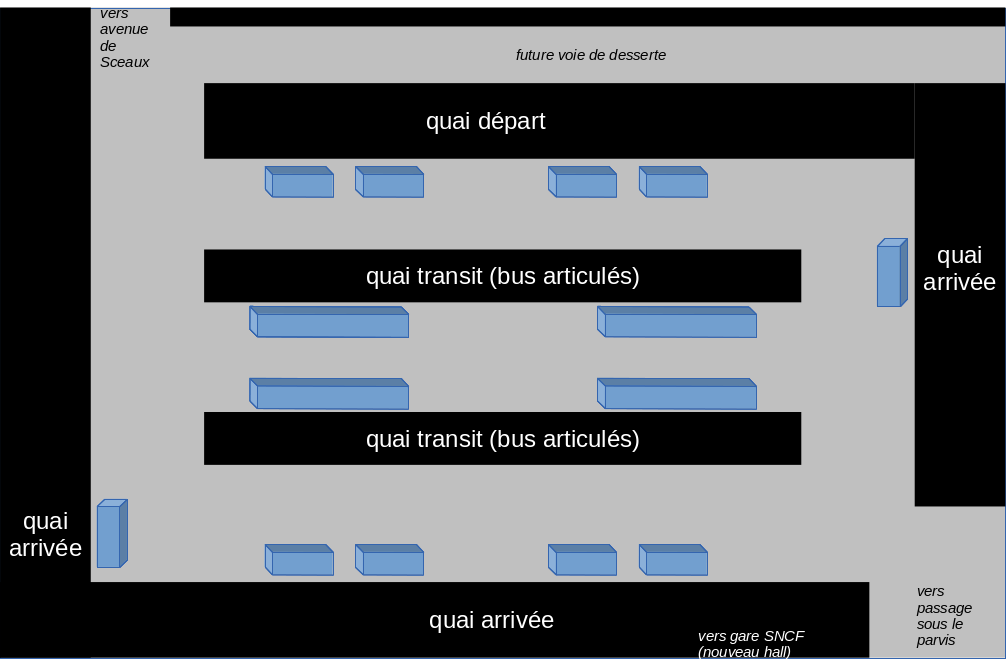
Schéma d'organisation de la gare routière de Versailles-Chantiers.

Sur le terrain de l'ancienne gare marchandises, dont l'ancienne halle désaffectée est préservée pour servir, ultérieurement, de lieu culturel, une gare routière a été construite entre le nouveau hall et l'étang carré. Cette gare est desservie par deux nouvelles voies :
- une première, située au-dessus des étangs Gaubert et permettant de relier l'avenue de Sceaux ;
- une seconde, située sous le parvis permettant de desservir la rue de l’Abbé-Rousseaux.

Cette gare comporte six positions à quai dédiées aux arrivées, quatre dédiées aux départs et quatre adaptées aux autobus articulés en transit. Elle dispose d'une voie de desserte pour une ligne de transport en site propre, principalement, afin de relier Pont Colbert à l'hôpital André-Mignot au Chesnay-Rocquencourt, en desservant les gares de Versailles-Château-Rive-Gauche et Versailles-Rive-Droite.
L'inauguration de la gare routière le 26 août 2019 est accompagné d'une réorganisation des lignes du réseau Phébus avec une organisation des arrêts de bus desservant la gare autour de trois pôles : la gare routière, la cour de Buc et le pôle Abbé Rousseau.

## Fréquentation
De 2015 à 2022, selon les estimations de la SNCF, la fréquentation annuelle de la gare s'élève aux nombres indiqués dans le tableau ci-dessous.
| Année     | 2015       | 2016       | 2017       | 2018       | 2019       | 2020       | 2021       | 2022       | 2023       |
| --------- | ---------- | ---------- | ---------- | ---------- | ---------- | ---------- | ---------- | ---------- | ---------- |
| Voyageurs | 24 191 310 | 24 132 107 | 23 974 181 | 23 336 771 | 22 909 416 | 12 376 593 | 15 922 909 | 18 934 500 | 21 427 872 |

## Service des voyageurs

### Accueil

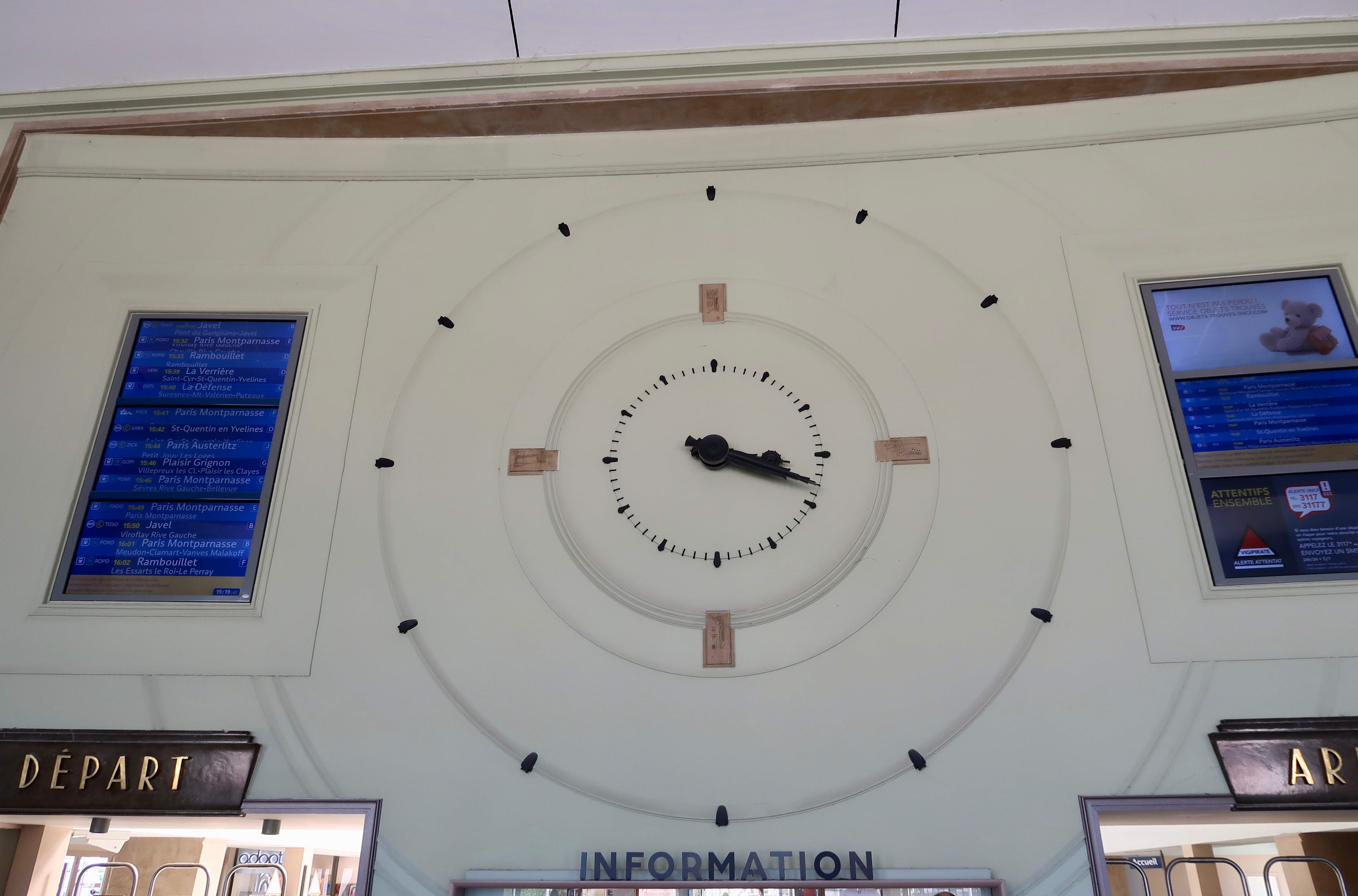
Grande horloge du hall.

C'est une gare SNCF qui dispose d'un bâtiment voyageurs avec guichets adaptés pour les personnes handicapées, d'automates Transilien, d'automates grandes lignes, du système d'information sur les circulations des trains en temps réel, d'ascenseurs, du dispositif de contrôle des billets élargi et de boucles magnétiques pour personnes malentendantes. Un réseau Wi-Fi gratuit est disponible depuis 2016.
Elle est équipée de quatre quais centraux encadrant huit voies. Un hall voyageurs surplombant les voies transversalement permet d'accéder aux différents quais.

### Desserte

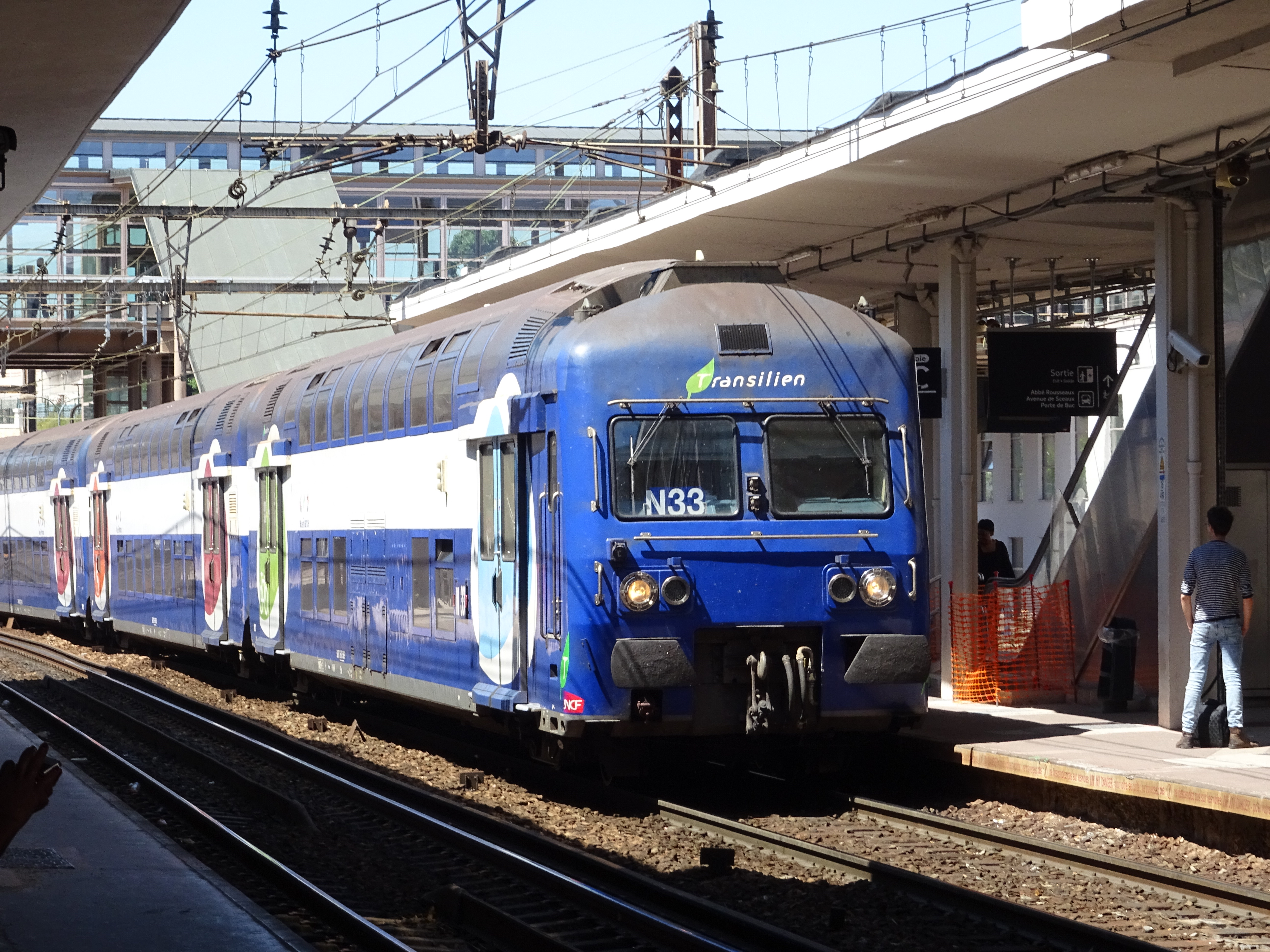
Un train de la ligne N du Transilien.

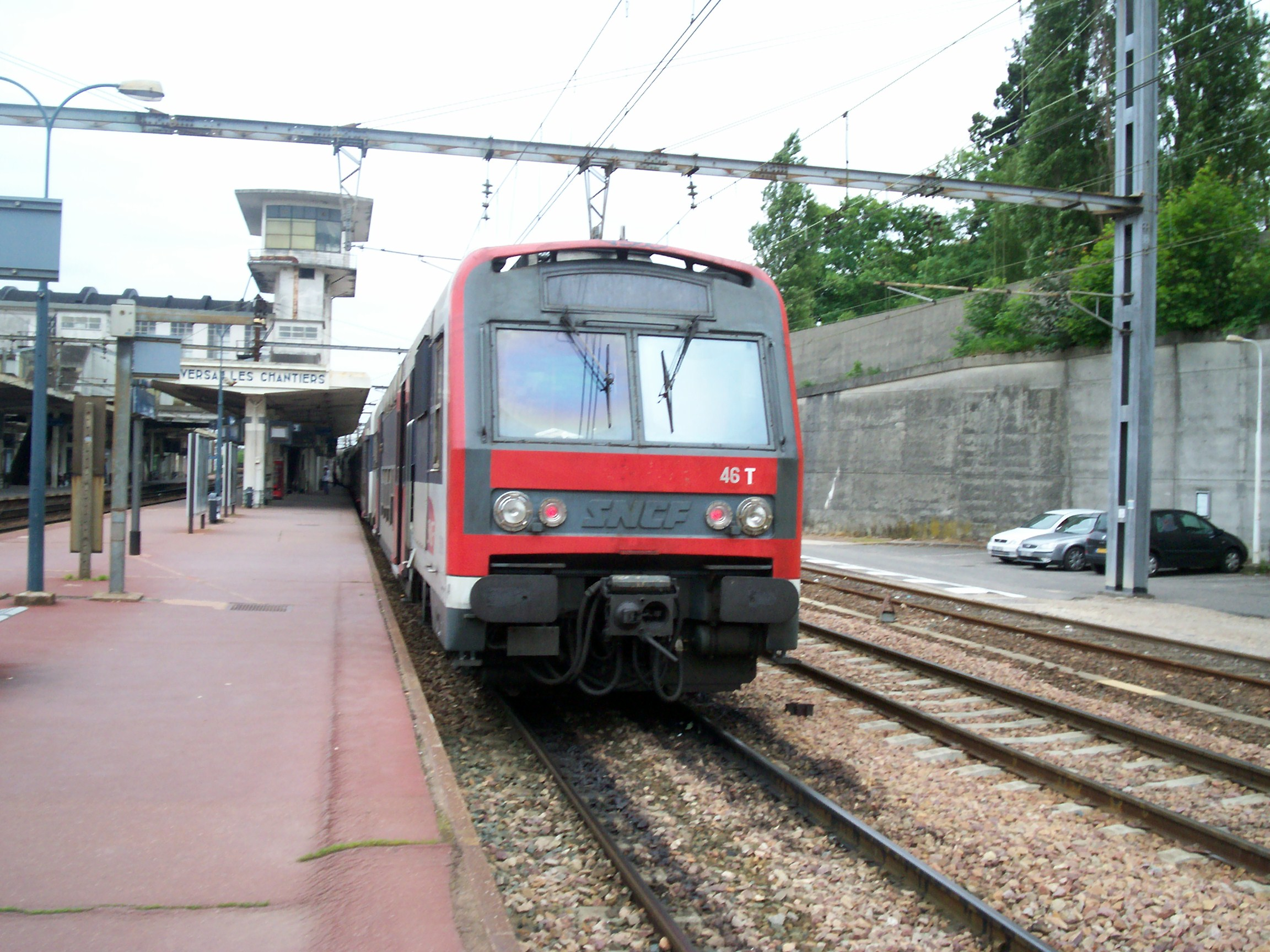
Un train de la ligne C du RER.

La gare est desservie par les lignes commerciales Le Havre – Marseille (TGV intersecteurs), Paris – Rennes / Nantes (Ouigo Train Classique), Paris – Le Mans (TER Centre-Val de Loire) et Paris – Argentan (TER Normandie).
Elle est desservie aussi par :
- des trains de la ligne N du Transilien :
  - par train direct (branche Paris - Dreux), à raison[24] d'un train toutes les heures, et aux heures de pointe toutes les 30 minutes. Le temps de trajet est d'environ 1 heure depuis Dreux et 15 minutes depuis Paris-Montparnasse,
  - par train omnibus (branche Paris - Rambouillet / Paris - Plaisir - Grignon - Mantes-la-Jolie), à raison d'un train toutes les 15 minutes aux heures creuses[24]. La fréquence est portée à huit trains par heure durant les heures de pointe. Le temps de trajet est d'environ 30 minutes depuis Rambouillet, 45 minutes depuis Mantes-la-Jolie, 20 minutes depuis Plaisir - Grignon et de 15 minutes à 30 minutes depuis Paris-Montparnasse,
- des trains de la ligne U du Transilien, à raison d'un train toutes les 30 minutes aux heures creuses et toutes les 15 minutes aux heures de pointe[25]. Le temps de trajet est d'environ 20 minutes depuis La Verrière et 25 minutes depuis La Défense ;
- des trains de la ligne V du Transilien, à raison d'un train toutes les 30 minutes aux heures creuses et toutes les 15 minutes aux heures de pointe[26].
- des trains de la ligne C du RER (branche Saint-Quentin-en-Yvelines), à raison[27] d'un train toutes les 30 minutes pour chaque branches, sauf aux heures de pointe où la fréquence est d'un train toutes les 15 minutes. Le temps de trajet est d'environ 1 heure 30 minutes depuis Versailles-Rive-Gauche, 10 minutes depuis Saint-Quentin-en-Yvelines et 1 heure 45 minutes depuis Saint-Martin-d'Étampes.

### Intermodalité
Une gare routière à 17 quais est inaugurée le 26 août 2019.
La gare est desservie par :
- les lignes 6201, 6202, 6204, 6206, 6211, 6213, 6240 et 6284 du réseau de bus Grand Versailles ;
- par la ligne 5146 du réseau de bus Île-de-France Ouest ;
- par les lignes 5102, 5134, 5141 et 5140 du réseau de bus de Saint-Quentin-en-Yvelines ;
- par la ligne 1 du réseau de bus de Saint-Germain Boucles de Seine ;
- par les lignes 6122, 6124, 6160, 6161, 6162, 6163, 6164, 6179, 6180, 6182 et Soirée Versailles Chantiers du réseau de bus de Vélizy Vallées ;
- par les lignes N160 et N161 du réseau Noctilien (la nuit).

Un parking pour les véhicules et les vélos y est aménagé.

## Projets

### Amélioration du stationnement
La ville de Versailles prévoit à plus long terme la mise en place d'un nouveau parc à vélos d'environ 250 places et d'un nouveau parking souterrain d'une capacité de 350 véhicules.

### Nouvelles gares et stations

#### Adaptations pour le prolongement de la ligne 12 du tramway francilien
Cette gare doit devenir, à une date fixée initialement en 2020, le terminus nord-ouest de la ligne 12 du tramway, prolongée, en remplacement de la branche C8 de la ligne C du RER.

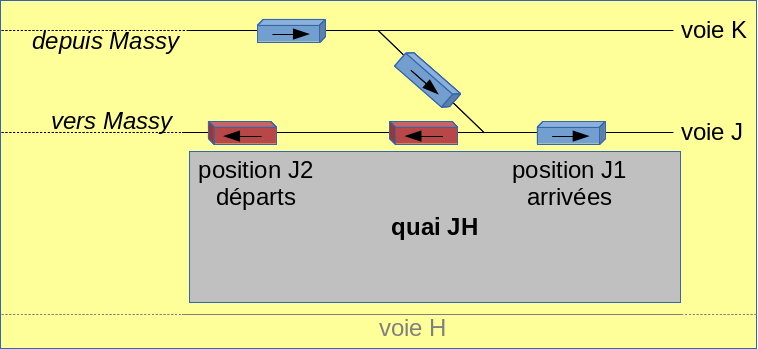
Schéma d'organisation du quai JH, à la suite du prolongement du T12.

La construction de nouveaux quais étant excessivement coûteuse et complexe, il a été décidé d'adapter le quai du RER C8 existant :
- en l'allongeant de 20 mètres afin de pouvoir accueillir deux rames de tram-train en deux positions J1 (à l'ouest, pour la descente à l'arrivée) et J2 (à l'est pour la montée au départ) ;
- en l'abaissant à 320 millimètres afin d'améliorer l'accessibilité des rames.

Ce chantier nécessitera également de nombreux travaux ferroviaires au sein de la gare (création de la communication entre les voies J et K, déplacement d'appareils de voie et de signalisation, etc.).
En février 2017, selon le conseil régional d'Île-de-France, le prolongement est programmé pour une mise en service à l'horizon 2025.

#### Ligne 18 du Grand Paris Express
Versailles-Chantiers sera desservie par la ligne 18 du Grand Paris Express à l'horizon 2030. La station sera en souterrain, du côté de l'accès « Porte de Buc » qui sera agrandi de façon à gérer le flux de voyageurs en correspondance et sera connecté à la nouvelle passerelle. Les quais seront situés 25 mètres en dessous du niveau du sol. La conception de la station est confiée à Dietmar Feichtinger Architectes.

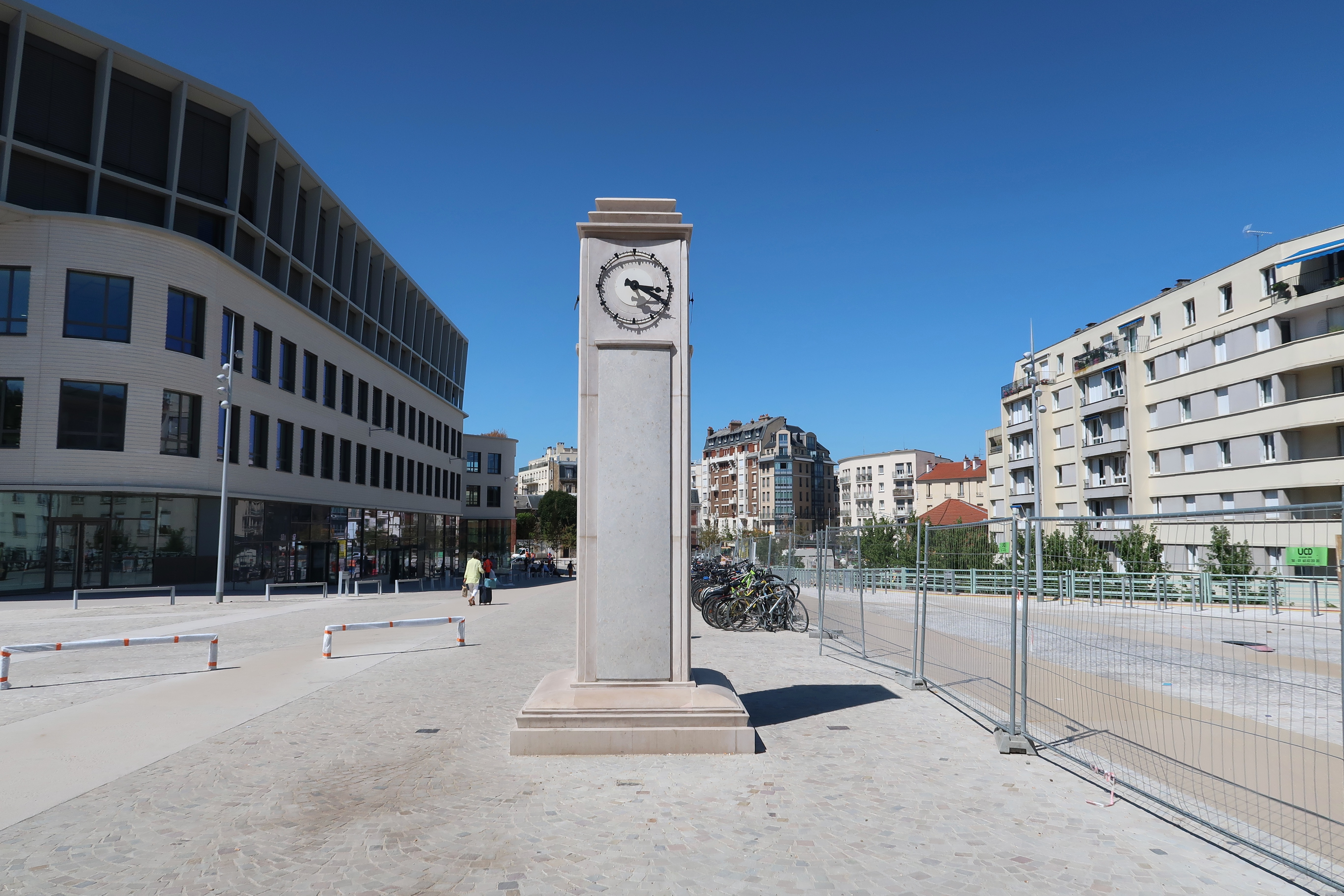
Le nouveau parvis réaménagé prend le nom du colonel Arnaud Beltrame.

### Opérations immobilières
Un projet est prévu ayant pour objectif la construction de 45 000 m2 de logements privés et sociaux, de commerces et de bureaux, répartis sur deux ilots, sur l'emplacement de l'ancien parking et le long de la rampe d'accès à la gare. Le tout sera orchestré par le duo d'architectes français Christian et Elizabeth de Portzamparc. La livraison des bâtiments est attendue pour 2020. Cette opération renforce le caractère multimodal de la gare en la dotant d'un pôle économique à proximité immédiate du bâtiment voyageurs.

Galerie de photographies
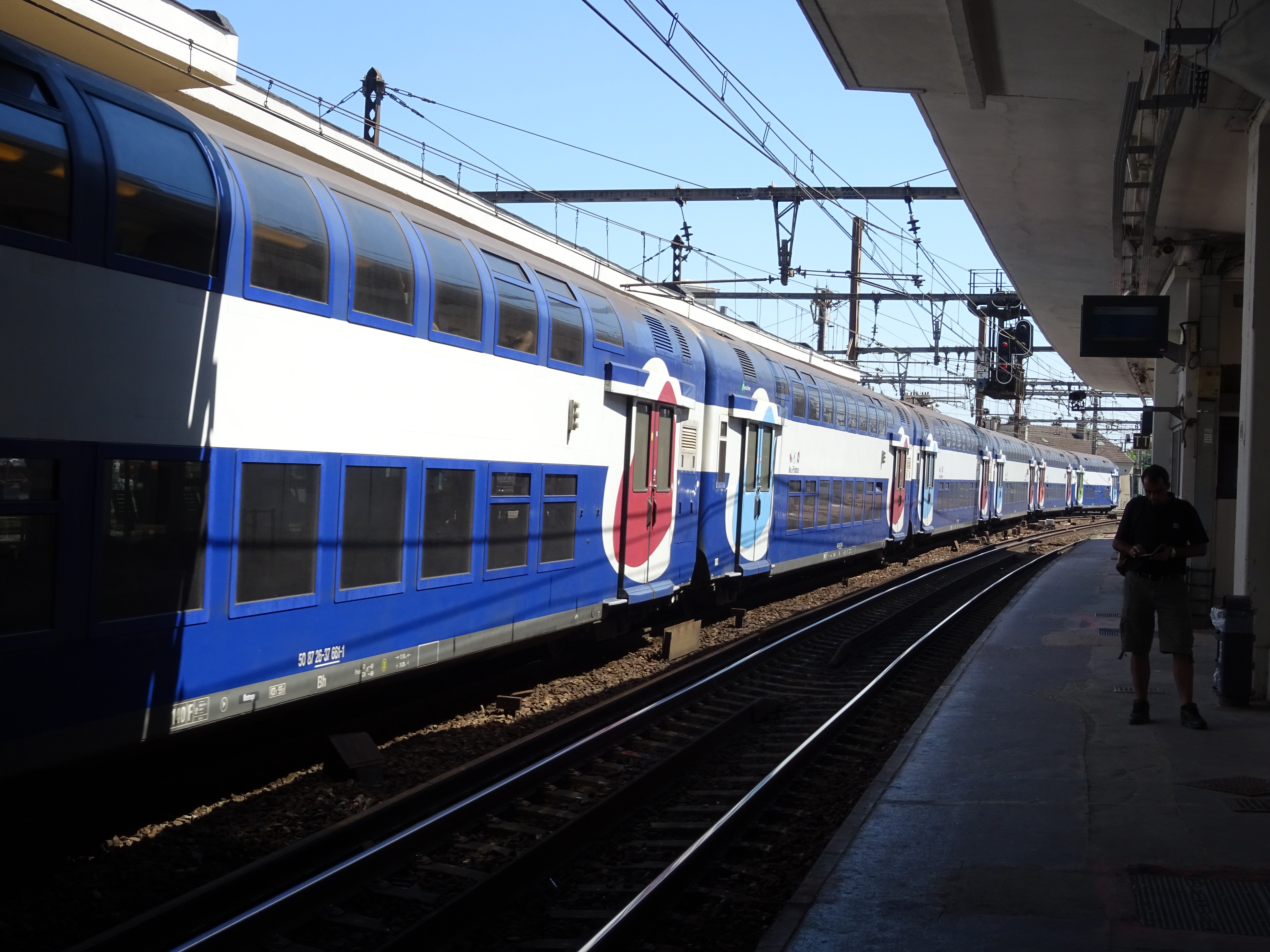
VB 2N partant de Versailles pour Paris.
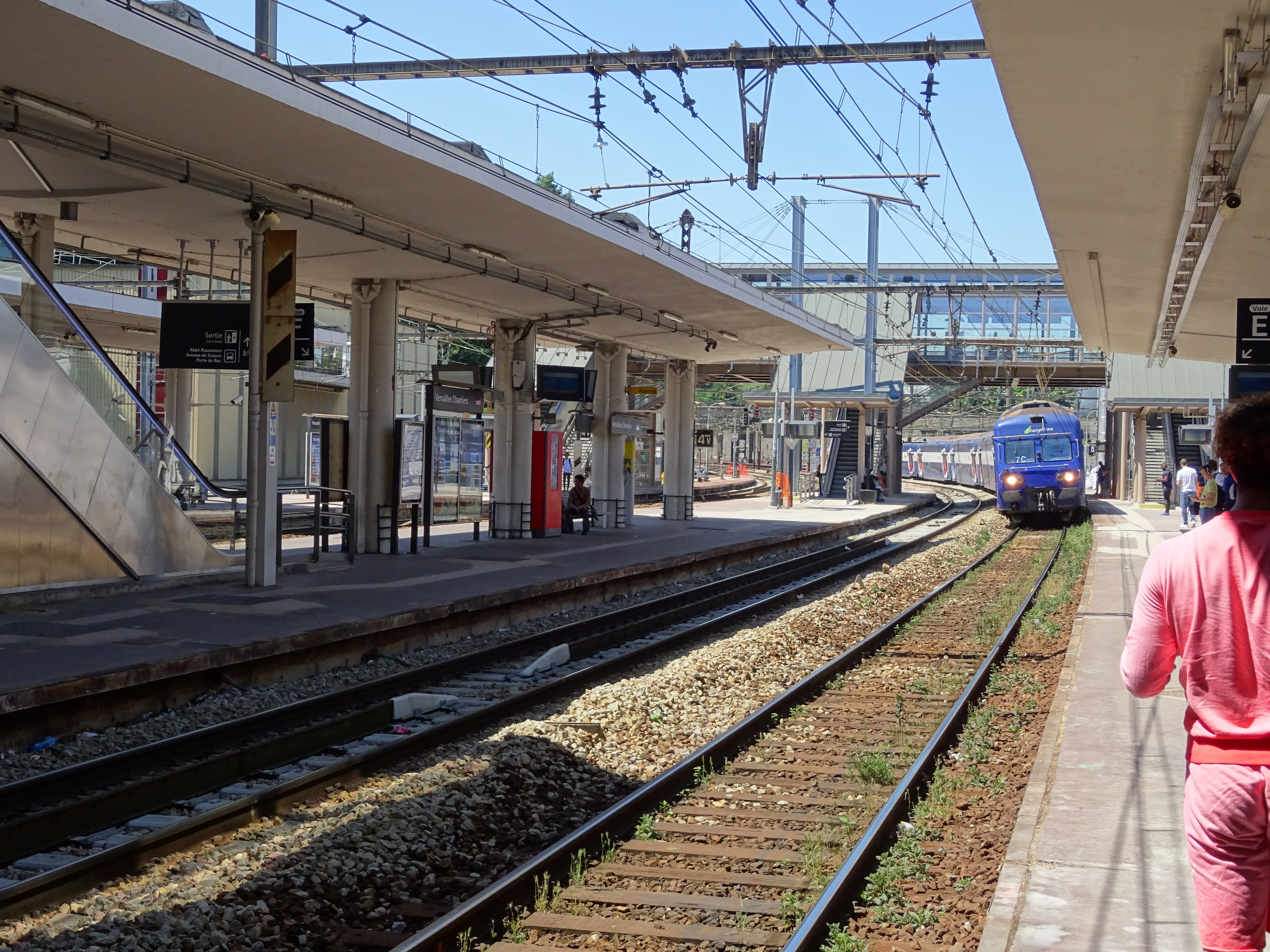
VB 2N arrivant à Versailles-Chantiers (vue vers la province).
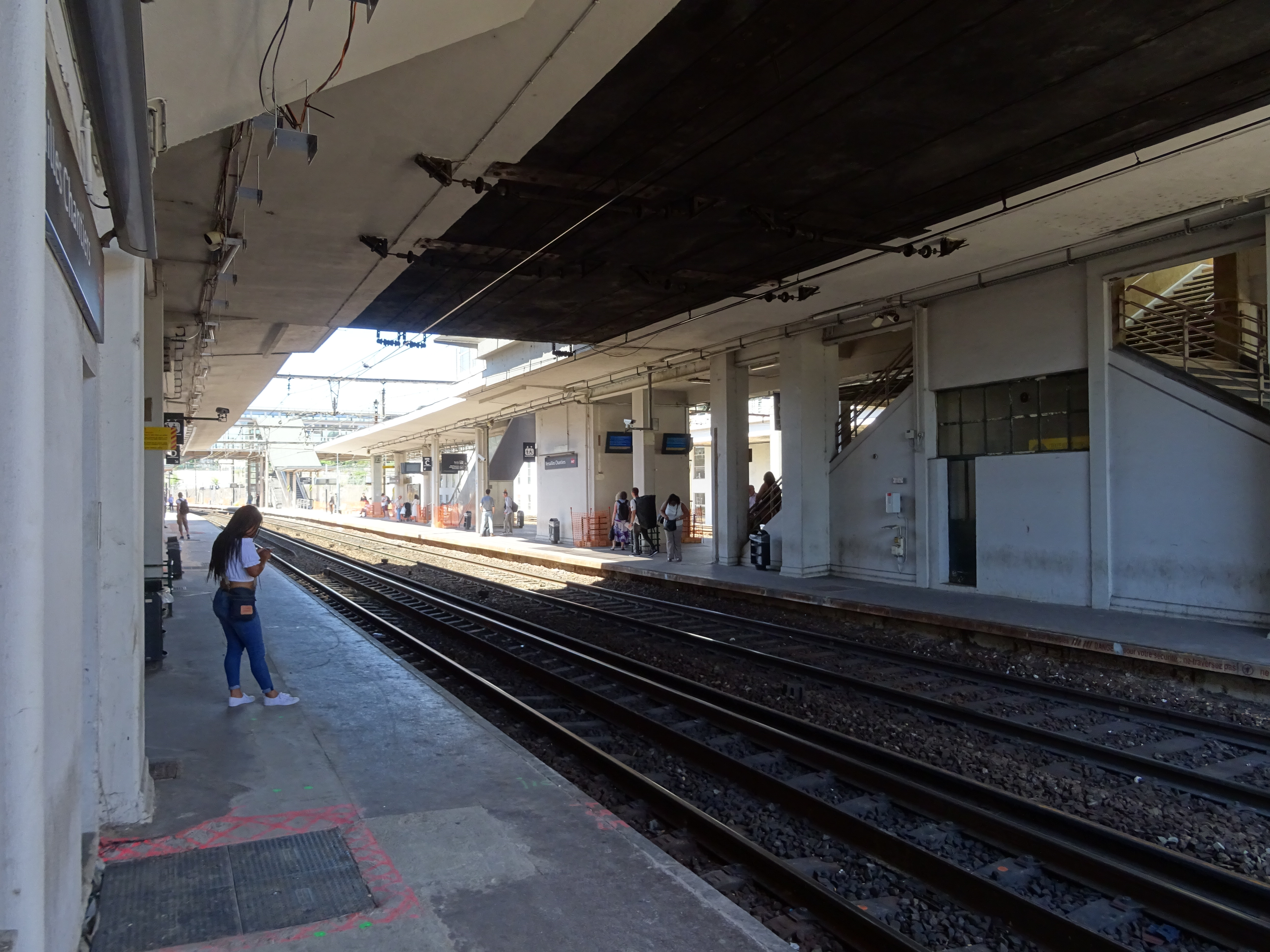
Les quais sous la passerelle principale.
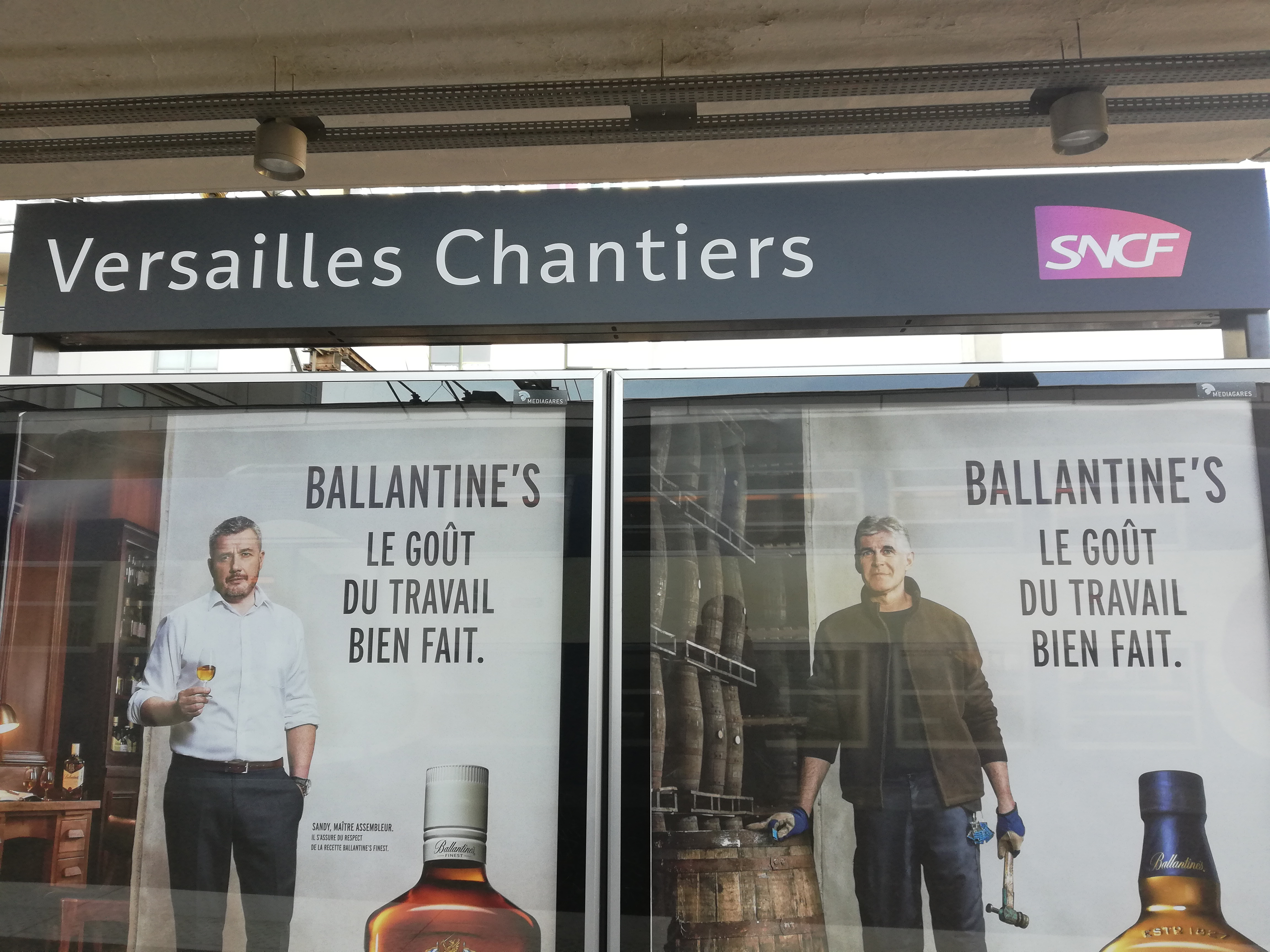
Panneau indiquant le nom de la gare (octobre 2018).